# Chief of Staff of the Air Force

Siegel des CSAF

Der Chief of Staff of the United States Air Force (kurz CSAF, dt. etwa: Generalstabschef der US Air Force) ist der ranghöchste Offizier der US Air Force.
Er ist verantwortlich für die Organisation, die Ausbildung und Einsatzbereitschaft aller Soldaten im aktiven Dienst, der Nationalgarde, der Reserve und der zivilen Kräfte der US Air Force, insgesamt etwa 700.000 Männer und Frauen.
Der CSAF ist ein General, der dem Secretary of the Air Force (dt. etwa Luftwaffenminister) unterstellt ist. Ihm wiederum untersteht der Air Staff, der ihn berät und unterstützt. Als Stellvertreter steht ihm der Vice Chief of Staff of the Air Force zur Seite. Wie die Generalstabschefs der anderen Teilstreitkräfte hat der CSAF keine direkte operative Befehlsgewalt, sondern stellt die Einsatzfähigkeit der ihm unterstellten Streitkräfte sicher. Das direkte Kommando der Truppen übernehmen die Kommandeure der Unified Combatant Commands. Als Mitglied der Joint Chiefs of Staff (JCS), dem Generalstab der US-Streitkräfte, ist der CSAF der Hauptberater des Präsidenten in Fragen, die die US Air Force betreffen.
Der offizielle Dienstsitz des CSAF wird „Air House“ genannt.

## Vergleichbare Dienstposten in den anderen Truppengattungen
Entsprechende Posten in den US-Streitkräften sind: Chief of Naval Operations (US Navy), Commandant of the Marine Corps (US Marine Corps), Chief of Staff of the Army (US Army).

## Liste der Chiefs of Staff of the Air Force
| Nr.     | Name                  | Bild               | Beginn der Berufung | Ende der Berufung                                               |
| ------- | --------------------- | ------------------ | ------------------- | --------------------------------------------------------------- |
| 1       | Carl A. Spaatz        | Carl A. Spaatz     | 26. September 1947  | 29. April 1948                                                  |
| 2       | Hoyt S. Vandenberg    | Hoyt S. Vandenberg | 30. April 1948      | 29. Juni 1953                                                   |
| 3       | Nathan F. Twining     | Nathan F. Twining  | 30. Juni 1953       | 30. Juni 1957                                                   |
| 4       | Thomas D. White       | Thomas D. White    | 1. Juli 1957        | 30. Juni 1961                                                   |
| 5       | Curtis E. LeMay       | Curtis E. LeMay    | 30. Juni 1961       | 31. Januar 1965                                                 |
| 6       | John P. McConnell     | John P. McConnell  | 1. Februar 1965     | 31. Juli 1969                                                   |
| 7       | John D. Ryan          | John D. Ryan       | 1. August 1969      | 31. Juli 1973                                                   |
| 8       | George S. Brown       | George S. Brown    | 1. August 1973      | 30. Juni 1974                                                   |
| 9       | David C. Jones        | David C. Jones     | 1. Juli 1974        | 20. Juni 1978                                                   |
| 10      | Lew Allen Jr.         | Lew Allen jr.      | 1. Juli 1978        | 30. Juni 1982                                                   |
| 11      | Charles A. Gabriel    | Charles A. Gabriel | 1. Juli 1982        | 30. Juni 1986                                                   |
| 12      | Larry D. Welch        | Larry D. Welch     | 1. Juli 1986        | 30. Juni 1990                                                   |
| 13      | Michael J. Dugan *    | Michael J. Dugan   | 1. Juli 1990        | 17. September 1990                                              |
| Interim | John M. Loh           | John M. Loh        | 18. September 1990  | 29. Oktober 1990                                                |
| 14      | Merrill A. McPeak     | Merrill A. McPeak  | 30. Oktober 1990    | 25. Oktober 1994                                                |
| 15      | Ronald R. Fogleman    | Ronald R. Fogleman | 26. Oktober 1994    | 1. September 1997                                               |
| 16      | Michael E. Ryan       | Michael E. Ryan    | 6. November 1997    | 6. September 2001                                               |
| 17      | John P. Jumper        | John P. Jumper     | 6. September 2001   | 2. September 2005                                               |
| 18      | T. Michael Moseley ** | T. Michael Moseley | 2. September 2005   | 5. Juni 2008 (Rücktrittserklärung) 1. August 2008 (Amtsführung) |
| 19      | Norton A. Schwartz    | Norton A. Schwartz | 12. August 2008     | 10. August 2012                                                 |
| 20      | Mark A. Welsh         | Mark A. Welsh      | 10. August 2012     | 24. Juni 2016                                                   |
| 21      | David L. Goldfein     | David L. Goldfein  | 1. Juli 2016        | 6. August 2020                                                  |
| 22      | Charles Q. Brown Jr.  | Charles Q. Brown   | 6. August 2020      | 29. September 2023                                              |
| 23      | David W. Allvin       | David W. Allvin    | 29. September 2023  |                                                                 |

* Im September, 1990, entließ der Verteidigungsminister Dick Cheney General Dugan nach nur 79 Tagen von seinem Posten wegen „schwacher Urteilskraft in einer kritischen Zeit“. Dugan hatte unbesonnene Äußerungen zu geheimen und diplomatisch heiklen Informationen getätigt, die die irakische Invasion Kuwaits und die geplanten Reaktionen der USA darauf betrafen. Er trat am 31. Dezember 1990 in den Ruhestand.
** Am 5. Juni 2008 reichte Moseley zusammen mit seinem Vorgesetzten Secretary of the Air Force Michael Wynne auf Druck des US-Verteidigungsministers Robert Gates den Rücktritt ein, nachdem verschiedene Skandale um das Atomwaffenarsenal geschehen waren.